# Bo W. Lindström
Bo William Lindström, född 16 juli 1953 i Örebro, är en svensk skådespelare och mimare.
Lindström studerade vid Skara skolscen 1972–1973 och vid Statens Dansskola 1973–1977. År 1977 var han med och grundade Pantomimteatern. Han har sedan dess medverkat i de flesta av Pantomimteaterns föreställningar, både för barn och vuxna.

## Utmärkelser och priser
- Medaljen Litteris et Artibus i guld 2021 för framstående konstnärliga insatser som skådespelare[2]

## Filmografi
- 1975 – Trollflöjten
- 1992 – En liten film för mina systrar
- 1995 – Jul i Kapernaum (TV-serie)
- 1997 – Dea marina
- 2006 – En skymningsberättelse